# 罗什 (克勒兹省)
罗什（法語：Roches，發音：[ʁɔʃ] ⓘ）是法国克勒兹省的一个市镇，属于盖雷区。

## 地理
罗什（46°16'59"N, 1°59'59"E）面积25.55 平方千米，位于法国新阿基坦大区克勒兹省，该省份为法国中部省份，位于法國中央高原西北部，北起安德尔省和谢尔省，西接维埃纳省，南至科雷兹省，东临多姆山省，东北与阿列省接壤。
与罗什接壤的市镇（或旧市镇、城区）包括：阿然、博纳、沙特吕马尔瓦莱、热努亚克、格莱尼克、茹亚、拉达佩尔。
罗什的时区为UTC+01:00、UTC+02:00（夏令时）。

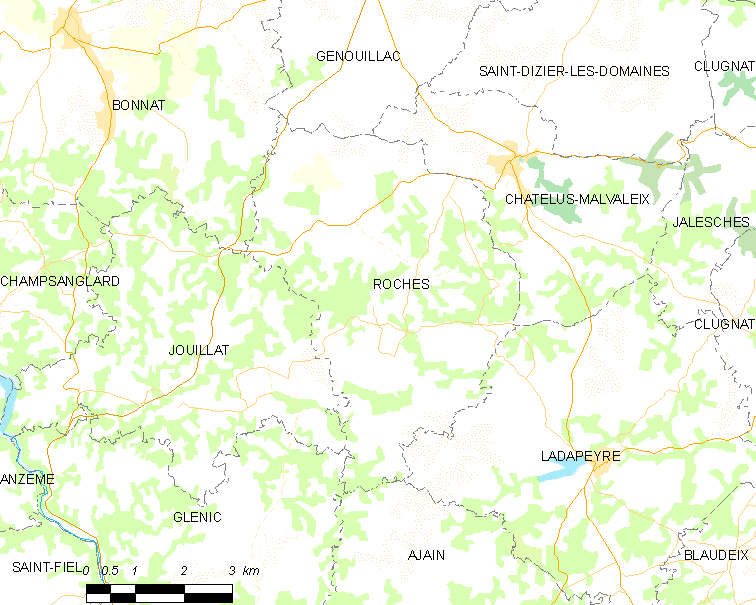
罗什的OSM定位图

## 行政
罗什的邮政编码为23270，INSEE市镇编码为23162。

## 政治
罗什所属的省级选区为博纳县。

## 人口

1962-2008年间罗什人口变化图示

罗什于2022年1月1日时的人口数量为371人。